# ジミー・ニューベリー
ジミー・リー・ニューベリー（Jimmie Lee Newberry、1919年6月9日 - 1983年6月23日）は、アメリカ合衆国出身の元プロ野球選手（投手）。

## 経歴
元々はニグロリーグでプレーしており、その後独立リーグを経て、メジャーリーグベースボールのセントルイス・ブラウンズのオーナーだったビル・ヴィックが選手貸し出しという形で、傘下チームだったシカゴ・アメリカン・ジャイアンツから日本へ貸し出しされチームメイトだったジョン・ブリットンと共に来日し、1952年に阪急ブレーブスに入団した。
5月7日の毎日オリオンズ戦でブリットンと共にデビューした。序盤から好投していたが、6回に交代となり後続が打たれて初勝利とはならなかった。その後は先発投手として勝利していき、オールスターゲームにも選出された。この年限りで退団した。右腕をくねらせるような独特のフォームから、スピードを抜いた落ちる球を武器としており、わざわざ先発が予告されるほどの人気であった。

## 詳細情報

### 年度別投手成績
| 年 度     | 球 団     | 登 板 | 先 発 | 完 投 | 完 封 | 無 四 球 | 勝 利 | 敗 戦 | セ 丨 ブ | ホ 丨 ル ド | 勝 率 | 打 者 | 投 球 回 | 被 安 打 | 被 本 塁 打 | 与 四 球 | 敬 遠 | 与 死 球 | 奪 三 振 | 暴 投 | ボ 丨 ク | 失 点 | 自 責 点 | 防 御 率 | W H I P |
| --------- | --------- | ----- | ----- | ----- | ----- | -------- | ----- | ----- | -------- | ----------- | ----- | ----- | -------- | -------- | ----------- | -------- | ----- | -------- | -------- | ----- | -------- | ----- | -------- | -------- | ------- |
| 1952      | 阪急      | 36    | 20    | 10    | 1     | 2        | 11    | 10    | --       | --          | .524  | 830   | 206.1    | 183      | 7           | 65       | --    | 2        | 100      | 1     | 6        | 84    | 74       | 3.22     | 1.20    |
| 通算：1年 | 通算：1年 | 36    | 20    | 10    | 1     | 2        | 11    | 10    | --       | --          | .524  | 830   | 206.1    | 183      | 7           | 65       | --    | 2        | 100      | 1     | 6        | 84    | 74       | 3.22     | 1.20    |

### 記録
- オールスターゲーム出場：1回 （1952年）

### 背番号
- 23 （1952年）